# Tintaszagú csiperke
A tintaszagú csiperke (Agaricus moelleri) a csiperkefélék családjába tartozó, kertekben, parkokban termő,  mérgező, kellemetlen szagú gombafaj.

## Megjelenése
A tintaszagú csiperke kalapjának átmérője 6-9 ( max. 11) cm, alakja kezdetben félgömbös, majd domborúvá válik, végül laposan kiterül. Közepe kissé bemélyedő lehet. A széle túlnő a lemezeken. Alapszíne fehéres, amelyen körkörösen elhelyezkedő, apró, rásimuló szürkésbarna pikkelykék láthatóak, amelyek a közepe felé sokkal sűrűbbek. Húsa tömör, fehér, elvágva gyorsan megsárgul. Kellemetlen, tintára, karbolra emlékeztető szaga és íze van.
Sűrűn álló szabad lemezei fiatalon fehéresek, de gyorsan rózsaszínre, majd sötétbarnára színeződnek. Spórapora barna. Spórái ellipszis alakúak, sima felszínűek, 4,5-6,5 x 3,5-4 mikrométeresek.
Tönkje 5–8 cm magas és max. 1,5 cm vastag. Alakja karcsú, hengeres, alapja gumós. Színe fehér, az idős gomba esetében barnás. Megvágva gyorsan elsárgul, különösen a gumórész lesz élénk színű. Gallérja jól fejlett, elálló, sérülésre szintén sárgul.
Észak-amerikai változatát egyes szerzők Agaricus placomyces néven külön fajnak ismerik el.

### Hasonló fajok
Más hasonló vegyszerszagú és sárguló csiperkékkel (karbolszagú csiperke, fenolszagú csiperke) téveszthető össze, de azok is mérgezőek. Külsőleg hasonlít az ehető csiperkékre, de sárguló húsa és szaga alapján jól megkülönböztethető.

## Elterjedése és élőhelye
Európában (Skandináviától a Mediterráneumig) és Észak-Amerikában honos. Magyarországon gyakori. Parkokban, kertekben, réten, erdőben fordul elő. Júniustól októberig terem.
Mérgező. A legtöbb embernél gyomorpanaszokat okoz, bár egy részük következmények nélkül fogyaszthatja; szaga miatt azonban akkor sem ajánlott.

## Képgaléria

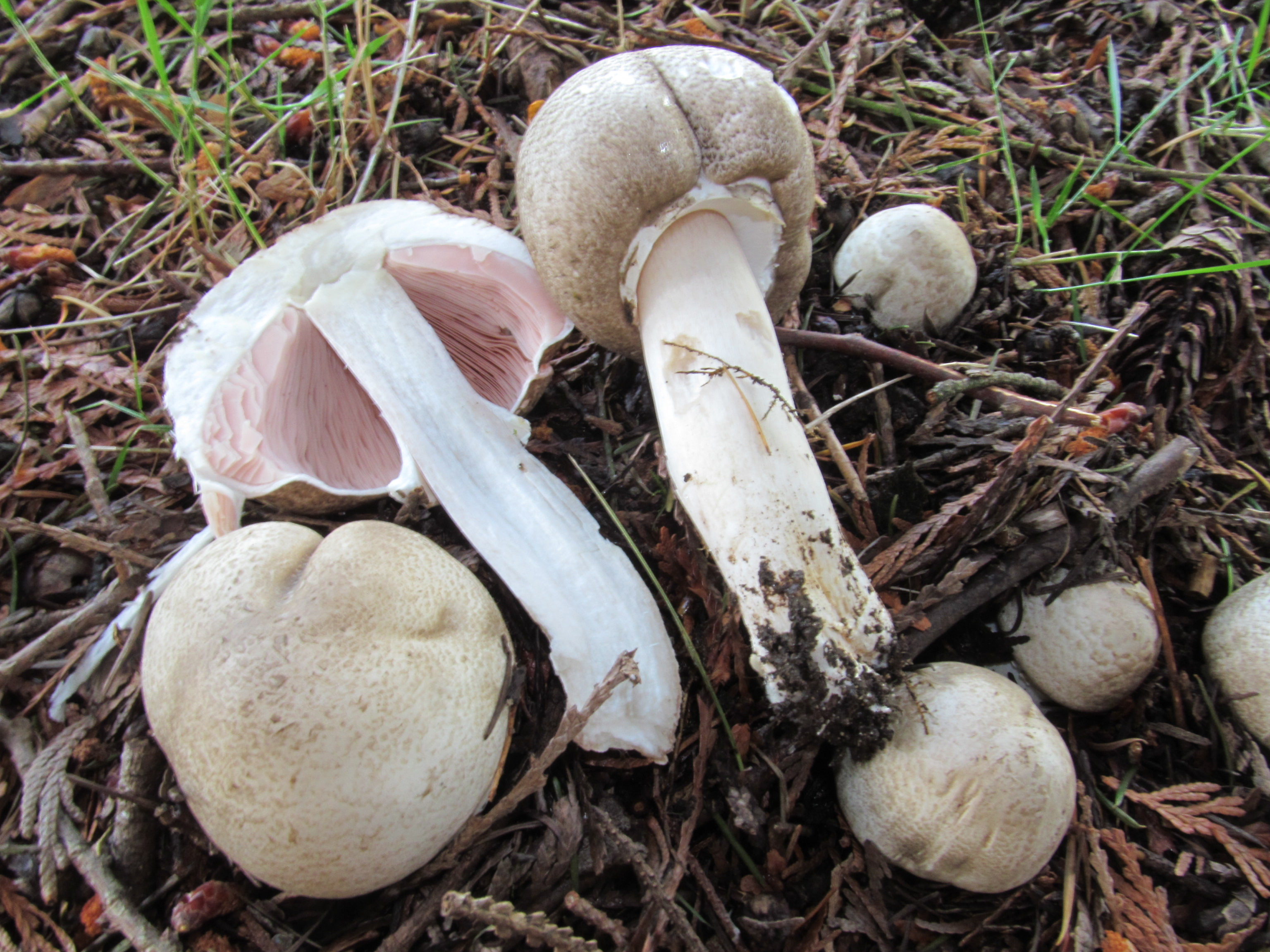
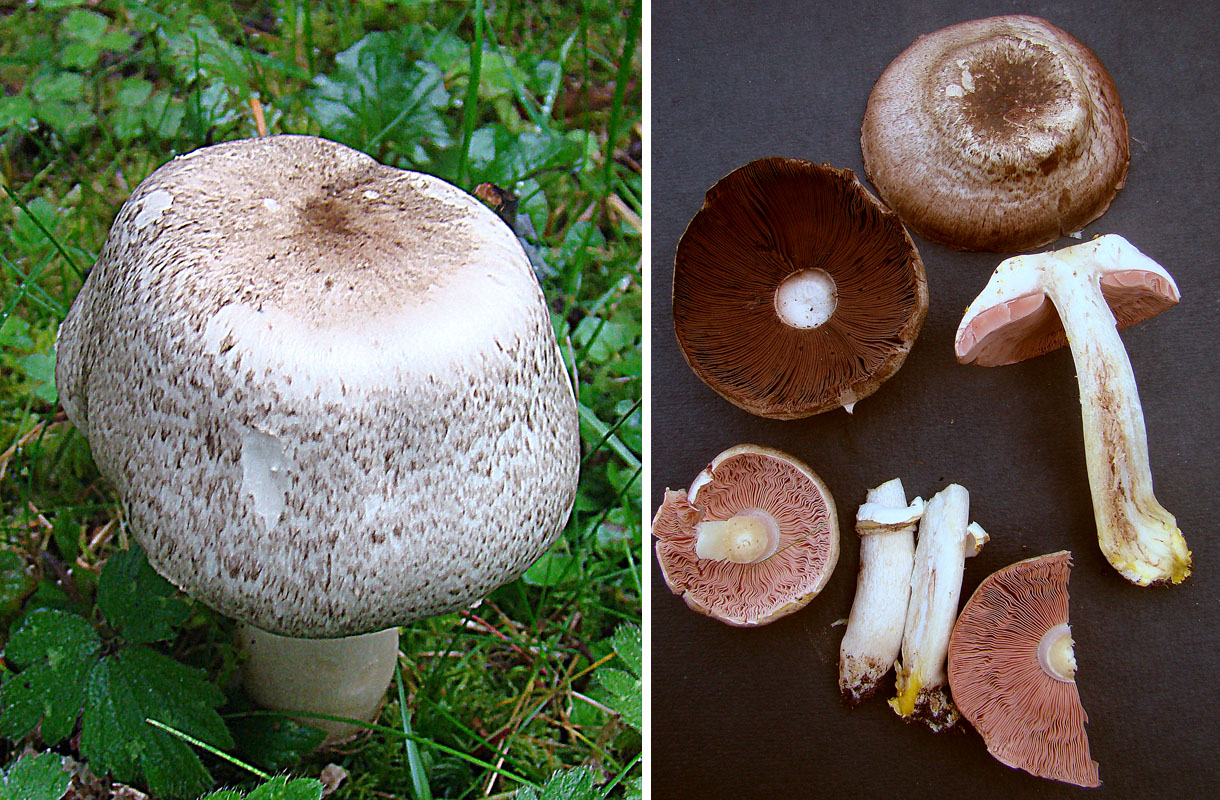
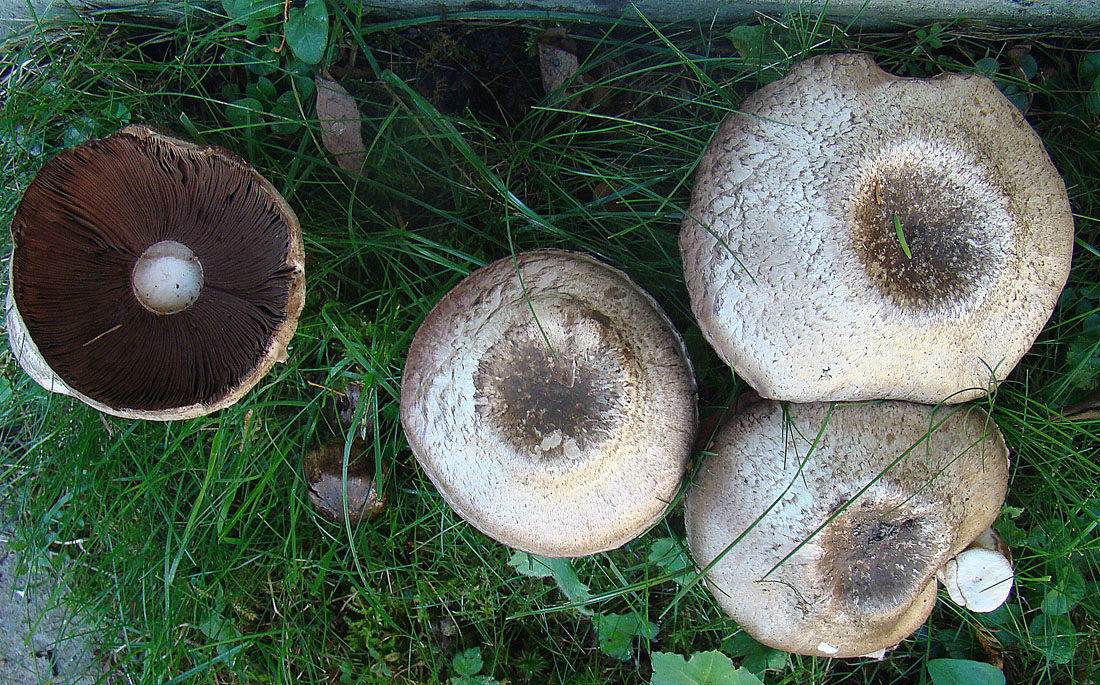
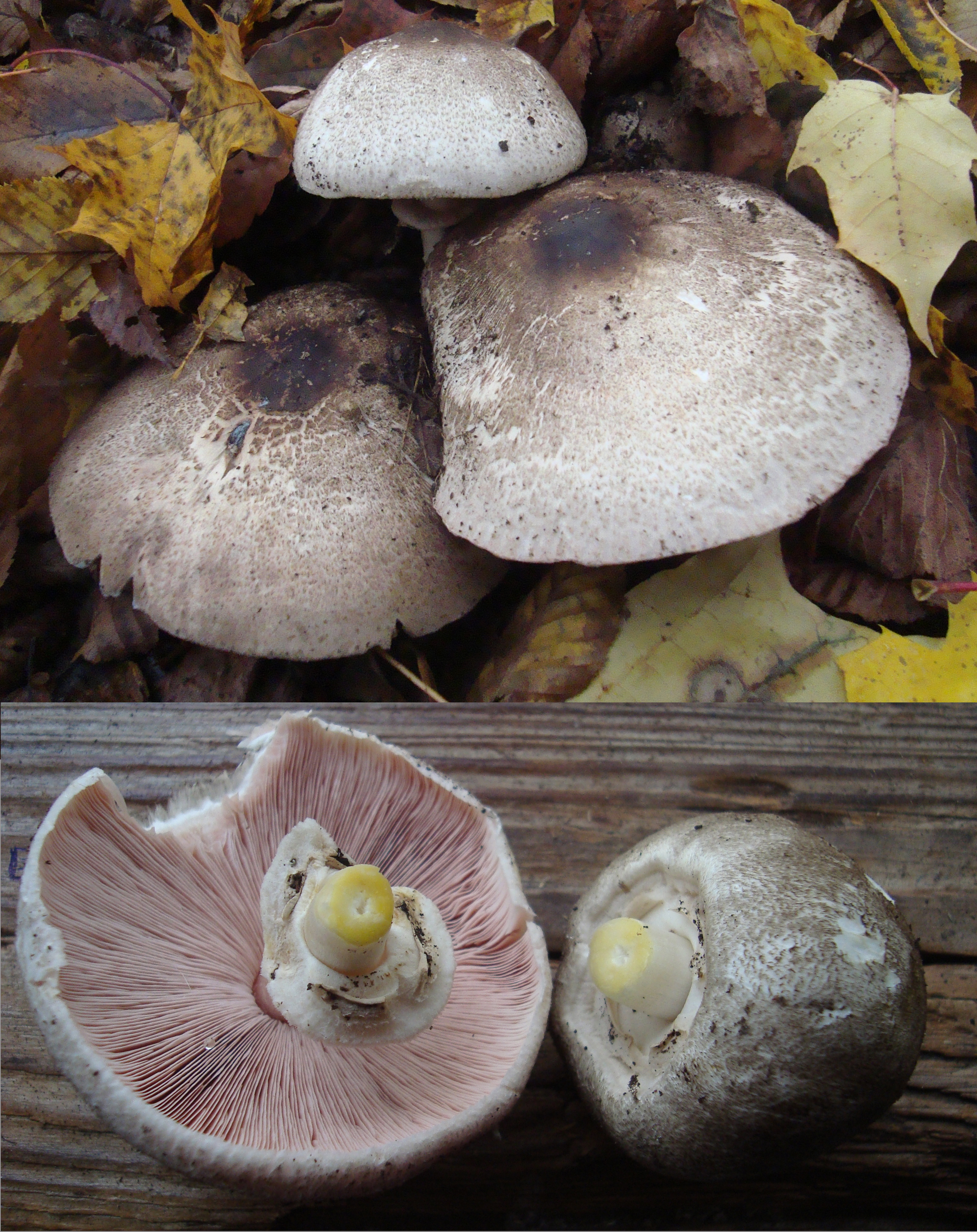